# Sir Adam Beck-waterkrachtcentrales
De Sir Adam Beck-waterkrachtcentrales liggen naast elkaar aan de rivier de Niagara tussen Canada en de Verenigde Staten. Het water komt van de Niagara en wordt via de Welland rivier en een speciaal daarvoor gegraven watertoevoerkanaal en tunnels naar de centrales gevoerd. Na het passeren van de centrale komt het water terug in de Niagara. Er staan twee centrales, de Sir Adam Beck I die in 1922 in gebruik is genomen en de Sir Adam Beck II die in 1954 volgde. Tegenover de centrales, aan de Amerikaanse oever, staat de Robert Moses-waterkrachtcentrale.

## Gunstige locatie
De Niagarawatervallen zijn een ideale plaats om waterkracht te benutten. Er valt enorm veel water over een grote hoogte naar beneden. Sinds de 17e eeuw wordt hiervan gebruikgemaakt, eerst door watermolens en later door waterkrachtcentrales. In 1906 werd een Canadese commissie geïnstalleerd om de mogelijkheden hiervoor te bestuderen. De beste locatie voor een centrale lag zo’n acht kilometer stroomafwaarts van de watervallen, bij Queenston.

## Sir Adam Beck I
Ontario’s Hydro-Electric Power Commission (HEPC) gaf in 1917 opdracht voor de bouw van een waterkrachtcentrale om te voorzien in de vraag naar elektriciteit van bedrijven en huishoudens in Toronto en zuidwest Ontario. De eerste centrale op deze locatie, de Sir Adam Beck I, werd in 1922 in gebruik genomen. In de machinehal staan 10 generatoren  opgesteld met een totaal vermogen van 498 MW. Het was destijds de eerste grootschalige waterkrachtcentrale ter wereld. Bij de opening kreeg het de naam Queenston-Chippawa Hydroelectric Plant, maar dit werd gewijzigd in 1950 in Sir Adam Beck. Het water voor deze centrale wordt aangevoerd door het 13 kilometer lange Chippawa-Queenston Power Canal vanaf de Welland rivier. In 1990 werd de centrale opgenomen in het register van National Historic Sites of Canada.

## Sir Adam Beck II
De vraag naar elektriciteit steeg sterk in de Tweede Wereldoorlog en daarna. In 1948 werd met de bouw van een tweede centrale gestart. Voor de aanvoer werden twee tunnels aangelegd van een lengte van acht kilometer en een diameter van 45 voet. De tunnels starten bij de Niagara boven de bekende watervallen en gaan onder de plaats Niagara Falls. Op 6 maart 1954 was de tweede centrale klaar. De Sir Adam Beck II telt 16 generatoren met een totale capaciteit van 1499 MW. Dit is driemaal meer dan de Sir Adam Beck I centrale. In 1958 werd bij de centrale een groot meer aangelegd, in de nacht wordt het gevuld zodat overdag, wanneer de vraag naar elektriciteit het hoogst is, extra water langs de turbines kan stromen.
Tussen 2006 en 2013 is de centrale belangrijk gemoderniseerd. De watertoevoer is met een derde tunnel uitgebreid waardoor de centrale 16% meer stroom kan produceren.
De centrales zijn in bezit van Ontario Power Generation (OPG). OPG voorziet in ongeveer 70% van de elektriciteitsbehoefte van Ontario.

## Niagarawatervallen
De drie centrales, inclusief de Amerikaanse Robert Moses, onttrekken veel water aan de rivier en zonder beperkingen komt de waterval droog te staan. Beide landen hebben afspraken gemaakt om ervoor te zorgen dat er voldoende water voor de watervallen beschikbaar blijft. In het toeristenseizoen, dat loopt van april tot oktober, stroomt er minimaal 2800 m³ per seconde (100.000 kubieke voet per seconde) over de rand tussen 8 uur in de ochtend en 10 uur in de avond. Voor alle overige tijden ligt dit minimum op 1400 m³/s.